# 圣阿吉 (卢瓦尔-谢尔省)
圣阿吉（法語：Saint-Agil）是法国卢瓦尔-谢尔省的一个市镇，属于旺多姆区（Vendôme）蒙杜布洛县（Mondoubleau）。该市镇总面积15.61平方公里，2009年时的人口为274人。

## 人口
圣阿吉人口变化图示